# サムソンとデリラ (マンテーニャ)

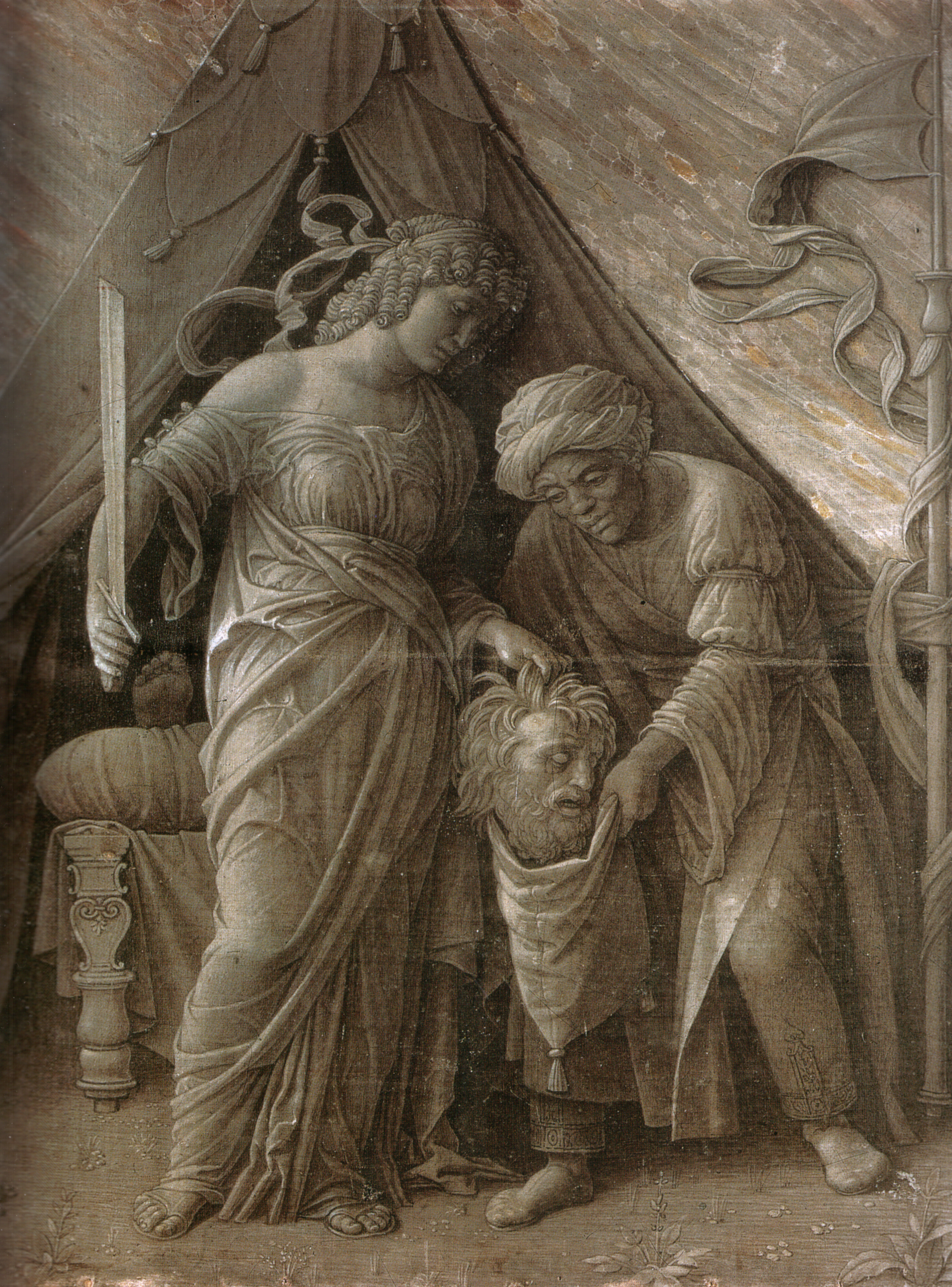
対作品と考えられているマンテーニャの『ホロフェルネスの首を持つユディト』。アイルランド国立美術館所蔵。

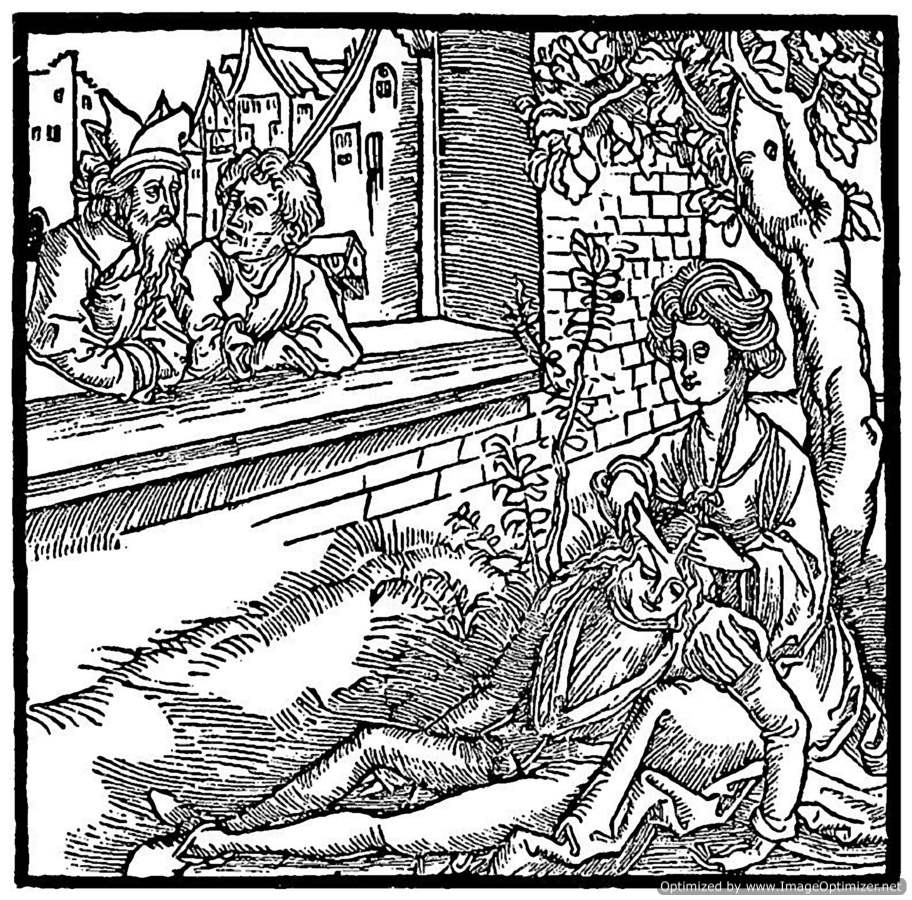
アルブレヒト・デューラーが『塔の騎士の書』の木版画挿絵で描いたサムソンとデリラ。

『サムソンとデリラ』（伊: Sansone e Dalila, 英: Samson and Delilah）は、盛期ルネサンスのイタリアの巨匠アンドレア・マンテーニャが1500年ごろに制作した絵画である。グルー・サイズ。主題は『旧約聖書』「士師記」で語られている怪力のサムソンとその恋人デリラの裏切りの物語から取られている。アイルランド国立美術館に所蔵されている『ホロフェルネスの首を持つユディト』（Giuditta con la testa di Oloferne）は対作品と考えられている。マールバラ公爵家の所有した絵画であることが知られ、現在はロンドンのナショナル・ギャラリーに所蔵されている。

## 主題
「士師記」によると、イスラエルの人々が悪に走ったため、神は40年もの間イスラエルをペリシテ人に与えて苦しめた。あるときダン族出身のマノアの妻のもとに御使いが現れて、子供が生まれることが告げられ、生まれた子供の髪を剃ってはならないと告げた。サムソンは成長すると超人的な怪力の持ち主となり、ペリシテ人を打ちのめしたのち、20年にわたって士師としてイスラエル人を指導した。
サムソンはソレクの谷に住む女デリラを愛したが、ペリシテ人は銀1100枚でデリラを買収し、サムソンの怪力の秘密を聞き出そうとした。秘密を知りたがるデリラに対して、サムソンはなかなか本当のことを話そうとしなかったが、ついに髪を剃ると力を失うことを話してしまった。そこでデリダはペリシテ人を呼び寄せ、サムソンを自分の膝の上で眠らせたのちに、協力者にサムソンの髪をそり落とさせた。そのため怪力が失われ、サムソンはペリシテ人に捕らわれて両眼をえぐられ、ガザに連行されたが、最後にペリシテ人の宮殿を倒壊させて、多くのペリシテ人とともに死んだ。

## 作品
マンテーニャはデリラに身体を預けるようにして眠るサムソンの姿を描いている。サムソンはデリラの両膝の間に頭を置き、口を開いたまま仰向けの状態で大地の上に身を横たえている。デリラ自身は画面左の岩の上に座っている。マンテーニャは『旧約聖書』の記述に必ずしも忠実ではなく、デリラ自身にハサミを持たせてサムソンの髪を切らせており、眠っているサムソンの右側にはすでに切り取られた髪が落ちている。
デリラの左側、画面中央には1本の樹木が立ち、その幹にはラテン語で「悪意ある女は悪魔の三倍悪い」（FOEMINA DIABOLO TRIBUS ASSIBUS EST MALA PEIOR）と刻まれている。樹木自体の葉は1枚もないが、1本の葡萄の蔓が巻きついて多くの葉を茂らせており、デリラの頭上にたわわに実った葡萄の房を垂らしている。この葡萄はおそらく聖餐式におけるワインを象徴している。キリストもまたサムソンと同様にユダの裏切りにより磔刑に処され、その死によってアダムとイブから引き継がれた人類の原罪が贖われると信じられていた。そこで葉のない樹木は人間の堕落とキリストによる救いを表していると考えられる。画面右には小さな水の流れがある。その背後にはアイリスの群生があり、さらにその奥にたくさんの実をつけたレモンの木の茂みがある。
マンテーニャは聖書や古典文学に登場する有名な女性の図像を数多く制作したが、グリザイユで描かれた本作品の情景は、鑑賞者に対してまるで古代の浮彫であるかのような錯覚を起こさせる。マンテーニャはこのように描くことで、物語に備わっている道徳的メッセージが時代を超えて生き続けていることを強調した。マンテーニャは彫刻的なサムソンとデリラに対して鮮やかな色彩の背景を選択することで、磨かれた斑模様の大理石のスライスや、貝殻あるいは半貴石に彫刻されたカメオに似せている。その色彩と模様は、穏やかで牧歌的でさえある場面とは対照的に、地獄の炎を連想させる。
図像的源泉としては、ドイツの画家アルブレヒト・デューラーが『塔の騎士の書』（Der Ritter von Turm）の木版画挿絵で描いたサムソンとデリラの図像が挙げられる。『塔の騎士の書』は女性の道徳的な模範について書かれた14世紀の書物であり、この中でデリラは特にユダと関連づけられている。アルブレヒト・デューラーの挿絵とマンテーニャの作品はよく似ており、おそらくマンテーニャはこの書の文章と挿絵の両方に触発されている。
マンテーニャはグルー・サイズ（膠）に顔料を混ぜ、上質のリネンに描いている。
対作品とされる『ホロフェルネスの首を持つユディト』とは本作品とサイズ、技法ともに共通している。ただし本作品がマンテーニャの完全な真筆画であるのに対して、『ホロフェルネスの首を持つユディト』ではマンテーニャ以外の筆が認められる。主題は本作品のデリラが悪女の好例であるのに対して、ユディトはユダヤ人を救ったヒロインの好例であり、好対照をなしている。

## 来歴
『サムソンとデリラ』と『ホロフェルネスの首を持つユディト』は、マントヴァ侯爵夫人イザベラ・デステのために描かれたことが示唆されているが確証はない。1883年にマールバラ公爵から2250ギニーで購入した。

## ギャラリー
マンテーニャのグリザイユ作品の例

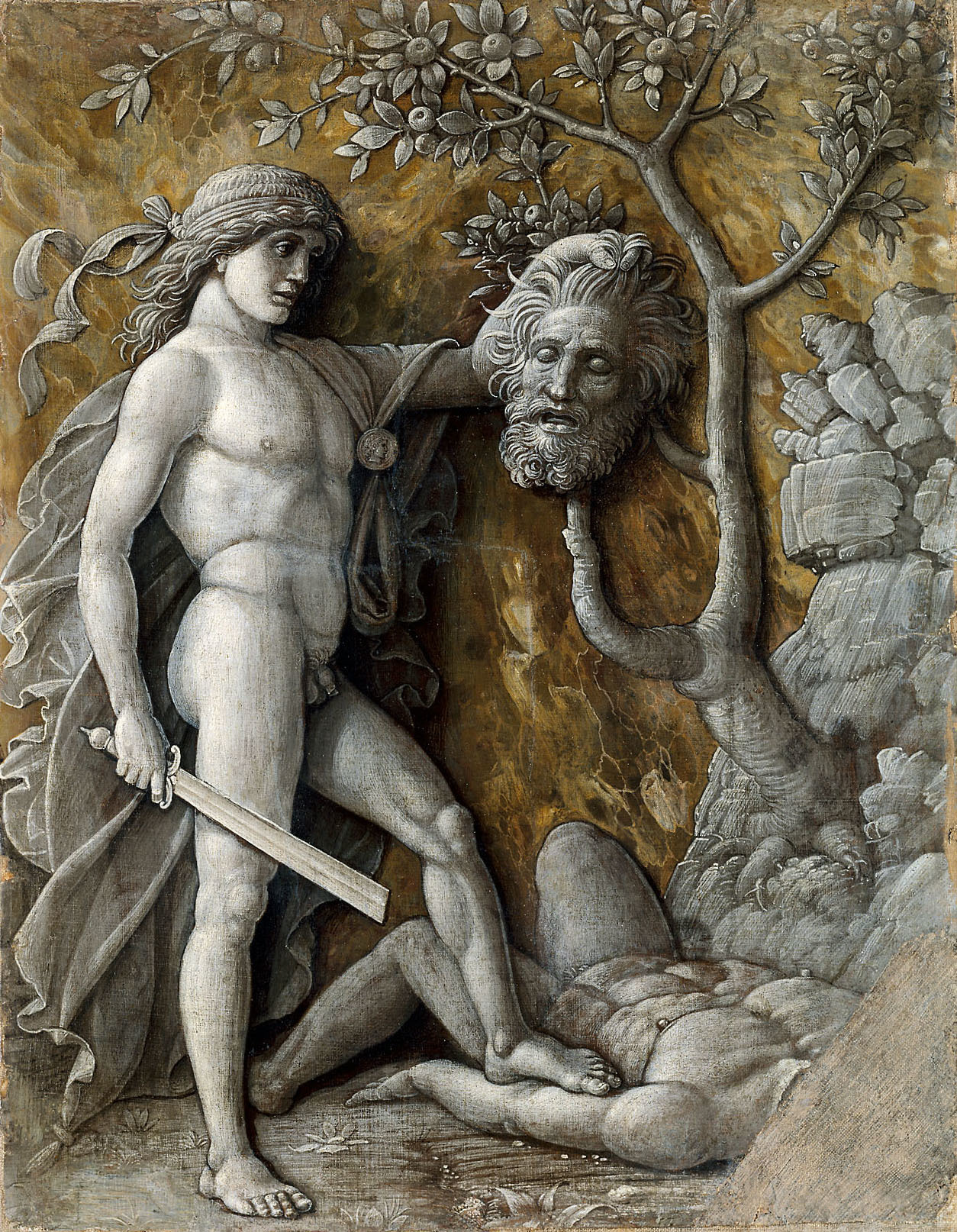
『ゴリアテの首を持つダヴィデ』1490年-1495年ごろ 美術史美術館所蔵
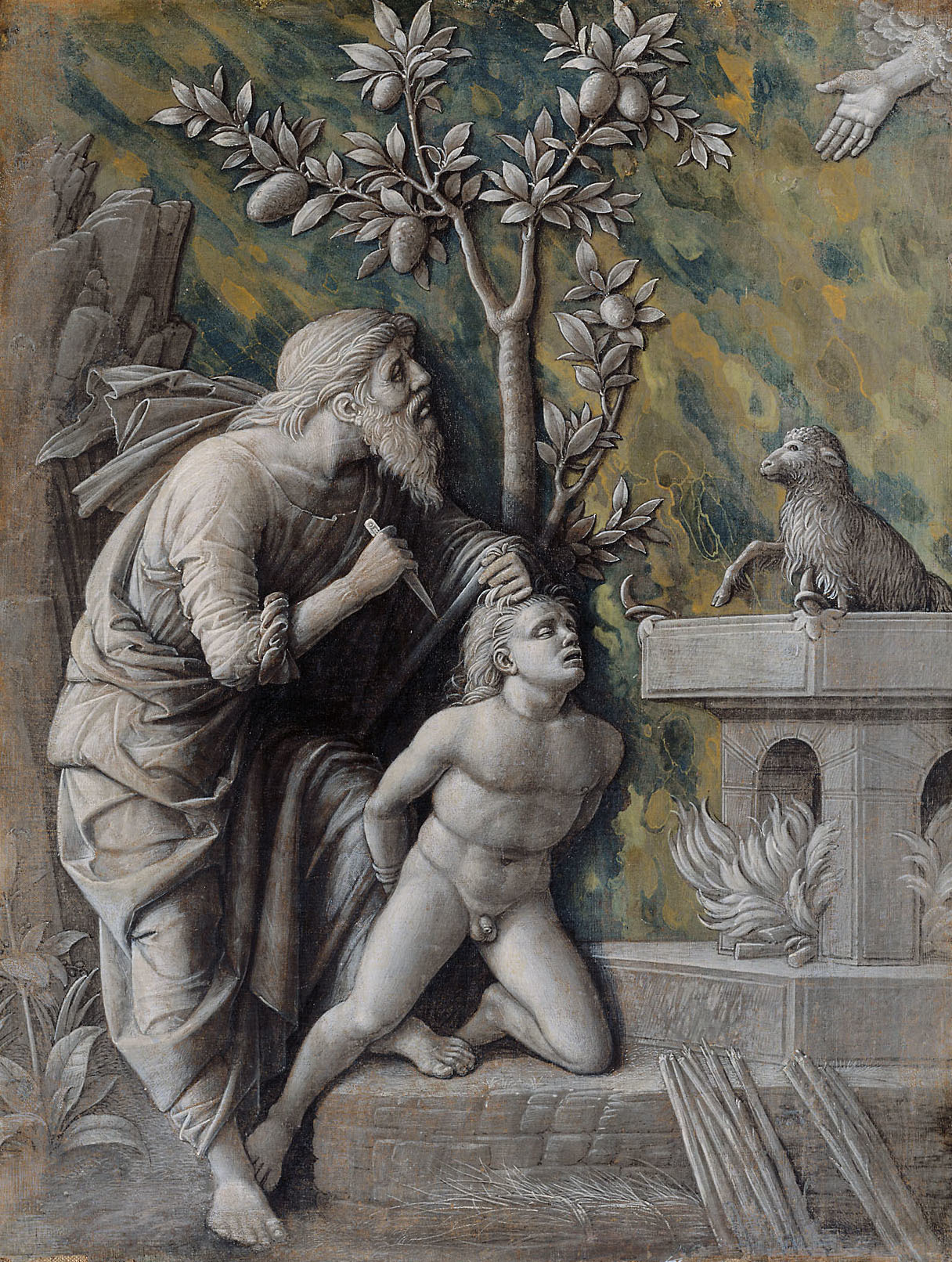
『イサクの犠牲』1490年-1495年ごろ 美術史美術館所蔵